# 베를리너 바이세

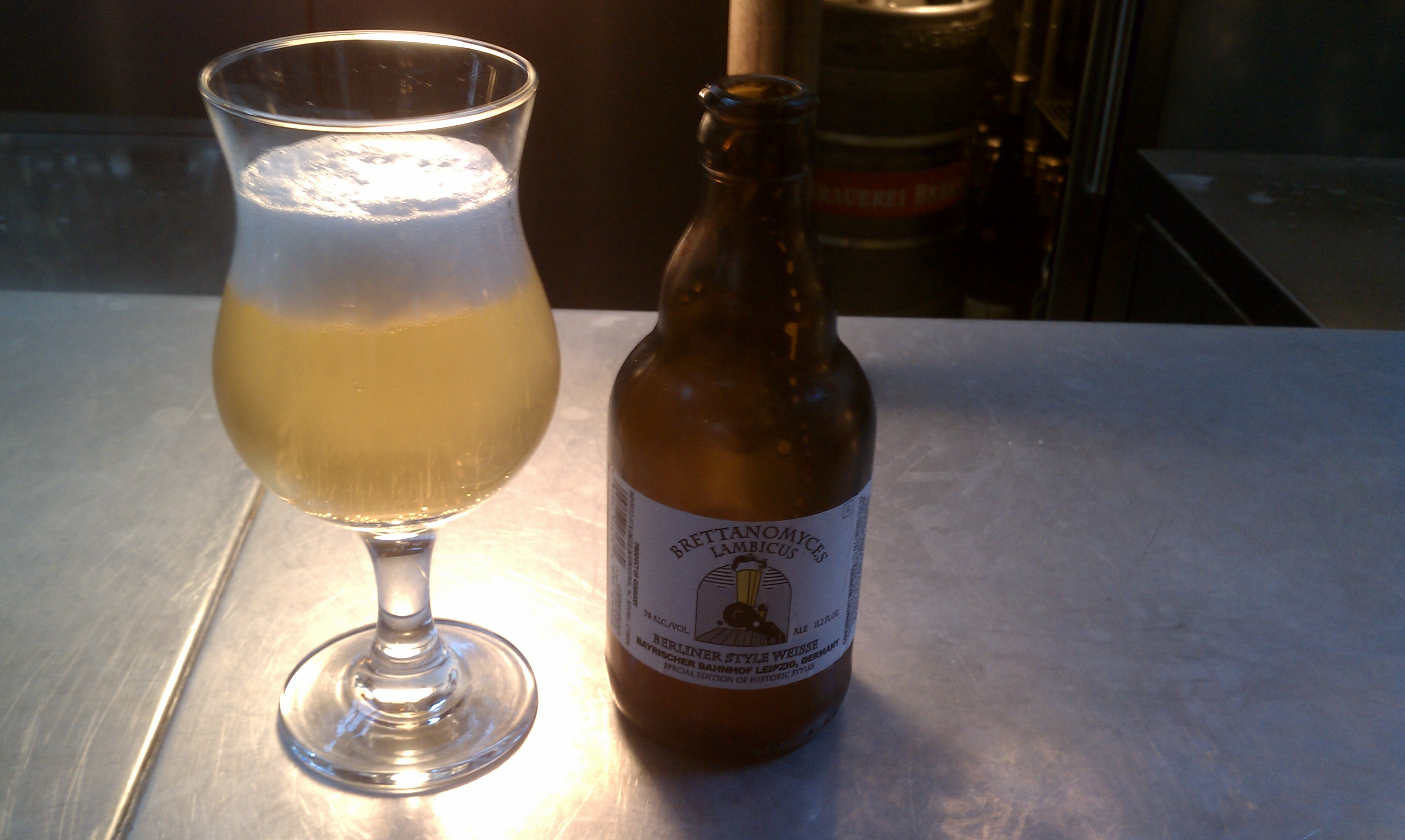

베를리너 바이세(독일어: Berliner Weiße)는 독일의 베를린에서만 양조하는 소맥과 대맥으로 만든 맥주 종류를 말한다.
독일에서 가장 순한 맥주 중 하나로 알코올 성분이 오직 2.8% 정도에 지나지 않는다. 완전히 발효시키는 점, 소량의 탁한 효모를 사용하는 점, 상대적으로 신맛이 나는 점이 특징이다. 신맛이 나는 기간에 보통 나무딸기, 레몬, 인공 선갈퀴아재비 시럽을 혼합하는데 이 과정을 '바이제 밋 슈스'라 한다. 마시기 가장 좋은 온도는 섭씨 8도에서 10도 정도이다. 가게에서 주문하면 굽 달린 잔에 빨대와 함께 제공되며, 특히 여름에 마시면 신선함을 느낄 수 있다. '바이세 밋 스트리페'라 하여 오래전부터 제조 방법을 변형해 캐러웨이 열매로 만든 독한 술 또는 곡물 주정을 소량 혼합하기도 한다.
1642년 베를린의 의사인 J. S. 엘스홀츠에 의해 문헌상 최초로 양조 방법이 언급되었고, 할버쉬타트의 브로이한즈에서 양조 기법의 개선이 이루어졌다. 이것을 마시는 유명한 이로 30년 전쟁 때 갈증을 심하게 타 대맥으로 만든 맥주를 마시기 힘들어하는 하급 지휘관 아르님 본 보이젠부르그를 편지로 불평한 알브레히트 폰 발렌슈타인이 있다. 그당시 베를린은 대맥이 부족했기 때문에 대맥을 양조하는데 사용할 수 없었다. 그러나 19세기 이후, 가장 인기있는 음료가 되었고, 이것을 특화하여 몇몇 별종이 탄생하기에 이른다. 현재 베를린의 술집 중 3분의 1 정도가 판매하고 있다.